# بئر بن هرماس
بئر ابن هرماس؛ بلدة تقع شمال مدينة تبوك تبعد عنها حوالي 60 كم، كانت محطة من محطات الحجيج وعند إنشاء سكة حديد الحجاز أصبحت إحدى المحطات المهمة على هذا الخط الحديدي. وتعتبر من البلدات المتقدمة ححث تم تأسيس المركز عام 1377هجري - 1958ميلادي من حيث الخدمات ويتبع لها قرية عيينة الزراعية، وتوجد بها كافة الخدمات من كهرباء وخدمات صحية وتعليمية وبلدية. توجد بالقرب منها مستوطنة قرية الأثرية الموغلة في القدم، وتعتبر من المناطق التي تكثر بها الزراعة وهي مقر مزارع شركة تادكو الزراعية وشركة استرا الزراعية.

## سبب التسمية
سميت على اسم من قام بحفرها، الشيخ ابن هرماس من شيوخ العقيلات من بني عطية وكان الحجاج بحماية الشيخ ابن هرماس من بطن الغول حتى وصولهم إلى قلعة تبوك وما بعدها. ويقطنها عدد من عشائر بني عطية مثل الخمايسة والعقيلات والعصيفات والربيلات.

## البئر والآثار

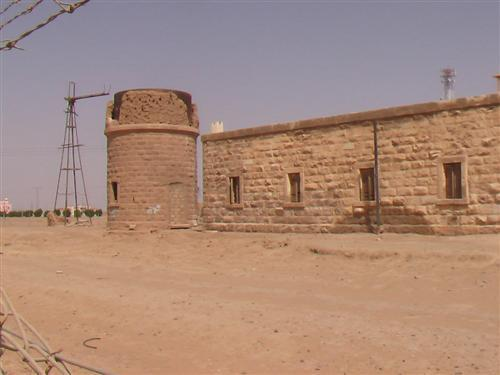
صورة قديمة لمحطة الخط الحجازي في بئر ابن هرماس

بالقرب من البئر تقع القرية الأثرية وتقع ذات حاج، ومنها مفرق الطريق إلى حقل والبدع ومقنا والشيخ حميد والقرى والمدن الساحلية المرتبطة إدارياً بتبوك كضباء والمويلح والخريبة، ويبلغ ارتفاع بئر هرماس عن سطح البحر 770م، وتقع البئر عند تقاطع الإحداثيات 25 16 36 شرقاً، و 15 28 شمالاً.

## انظر ايضاً
- تبوك
- بئر هداج

## وصلات خارجية
- حداثة مسمى بئر ابن هرماس.